# Djana Mata
Djana Mata (* 13. August 1960) ist eine ehemalige albanische Sportschützin, die ihre Heimat an den Olympischen Sommerspielen 1996 in Atlanta und an den Olympischen Sommerspielen 2000 in Sydney vertreten hat.

## Karriere

### Olympische Sommerspiele
Mata nahm mit der albanischen Olympiamannschaft an den Olympischen Sommerspielen 1996 in Atlanta in den beiden olympischen Disziplinen Sportpistole 25 m und Luftpistole 10 m der Frauen teil. Den olympischen Wettkampf in der Disziplin Luftpistole 10 m der Frauen absolvierte sie am 21. Juli 1996 im Wolf Creek Shooting Complex in der Qualifikationsrunde mit vier Durchgängen zu jeweils zehn Schüssen. Sie erreichte insgesamt 363 von 400 möglichen Ringen und belegte den 38. Platz von 41 Teilnehmerinnen. Mit diesem Ergebnis hat sie das Finale der besten acht Schützinnen nicht erreicht und schied vorzeitig aus dem olympischen Wettkampf aus. Ihren zweiten olympischen Wettkampf absolvierte Mata am 26. Juli 1996 in der Disziplin Sportpistole 25 m der Frauen im Wolf Creek Shooting Complex. Im Wettkampf, der aus zwei Durchgängen mit jeweils 30 Schüssen bestand, erzielte sie 575 von 600 möglichen Ringen und erreichte den 20. Platz von insgesamt 37 Teilnehmerinnen. Der Finalwettkampf der acht besten Schützinnen hat sie nicht erreicht und schied vorzeitig aus.
Im Jahr 2000 war Djana Mata zum zweiten Mal Bestandteil der albanischen Olympiamannschaft und nahm an den Olympischen Sommerspielen 2000 in Sydney in den beiden olympischen Disziplinen Sportpistole 25 m und Luftpistole 10 m der Frauen teil. Am 17. September 2000 absolvierte sie den olympischen Wettkampf in der Disziplin Luftpistole 10 m der Frauen im „International Shooting Centre“ in der Qualifikationsrunde mit vier Durchgängen zu jeweils zehn Schüssen. Sie erreichte insgesamt 378 von 400 möglichen Ringen und belegte den 21. Platz von 45 gestarteten Teilnehmerinnen. Mit diesem Ergebnis wurde das Finale der besten acht Schützinnen nicht erreicht, und sie schied vorzeitig aus dem olympischen Wettkampf aus. Den olympischen Wettkampf in der Disziplin Sportpistole 25 m der Frauen absolvierte Mata am 22. September 2000 im „International Shooting Centre“. Im Wettkampf, der aus zwei Durchgängen mit jeweils 30 Schüssen bestand, erzielte sie 579 von 600 Ringen und erreichte den 11. Platz von insgesamt 42 Teilnehmerinnen. Für das Erreichen des Finalwettkampfes der acht besten Schützinnen fehlten ihr zwei Ringe; sie schied vorzeitig aus.

### Weltmeisterschaften
Den größten Erfolg ihrer Karriere feierte sie mit dem Gewinn der Bronzemedaille bei den Schieß-Weltmeisterschaften 1986 in Suhl im Mannschaftswettkampf in der Disziplin Sportpistole 25 m der Frauen. Im Einzelwettkampf belegte sie den fünften Platz.
Bei ihrer zweiten Teilnahme an Weltmeisterschaften 1994 in Mailand nahm sie an den beiden Wettbewerben Sportpistole 25 m mit dem Erreichen des 33. Platzes und Luftpistole 10 m der Frauen mit dem Erreichen des 74. Platzes teil. Im Jahr 1998 war Mata Teilnehmerin der Weltmeisterschaften in Barcelona. Sie nahm wieder an den beiden Wettbewerben Sportpistole 25 m mit dem Erreichen des 11. Platzes und Luftpistole 10 m der Frauen mit dem Erreichen des 17. Platzes teil. Im Jahr 2002 nahm sie zum letzten Mal an Weltmeisterschaften teil: In Lahti erreichte sie im Wettkampf Sportpistole 25 m der Frauen den 13. Platz.

### Europameisterschaften
Mata nahm an den Europameisterschaften in der Disziplin Sportpistole 25 m der Frauen in den Jahren 1981 in Podgorica, 1982 in Rom, 1983 in Bukarest, 1989 in Zagreb, 1995 in Zürich und 1999 in Bordeaux mit Platzierungen vom 4. bis zum 33. Platz teil. In der Disziplin Luftpistole 10 m der Frauen nahm sie an den Europameisterschaften 1996 in Budapest, 2001 in Pontevedra und 2002 in Thessaloniki ohne Podestplatzierungen teil.

### Weltcup
Von 1994 bis zum Jahr 2003 nahm Djana Mata an Weltcupwettkämpfen in ihren beiden Spezialdisziplinen Luftpistole 10 m und Sportpistole 25 m der Frauen teil. Die beiden besten Platzierungen wurden in den Jahren 1998 in München und 1999 in Mailand mit jeweils dem 5. Platz (Sportpistole 25 m) erreicht. Die schlechteste Platzierung im Wettkampf im Jahr 1995 in Mailand mit dem 69. Platz (Luftpistole 10 m).

### Nationale Meisterschaften
Laut eigenen Aussagen ist Mata 18 Mal hintereinander albanische Meisterin geworden.

## Privates
Djana Mata ist in Tirana aufgewachsen. Ihr Vater Ali Mata, über dem sie zum Sportschießen kam, war Trainer der Nationalmannschaft und des Teams von SK Tirana.
Später war sie auch als Trainerin von Lindita Kodra aktiv. Der albanische Staatspräsident Ilir Meta hat ihre Leistung 2020 mit dem Orden „Großmeister“ gewürdigt.